# 26 agosto
Il 26 agosto è il 238º giorno del calendario gregoriano (il 239º negli anni bisestili). Mancano 127 giorni alla fine dell'anno.

## Eventi
- 55 a.C. – Giulio Cesare inizia l'invasione della Britannia
- 683 – Battaglia della Seconda Harra: l'esercito del califfo omayyade Yazīd I uccide circa 11000 persone a Medina
- 1071 – I Turchi Selgiuchidi, al comando di Alp Arslan, sconfiggono l'Impero bizantino a Manzikert e catturano l'imperatore Romano IV Diogene
- 1260 – La famiglia degli Ezzelini viene completamente sterminata a Treviso da papa Alessandro IV
- 1278 – Nella battaglia di Marchfeld, l'esercito imperiale di Rodolfo I e di Ladislao IV sconfigge le truppe boeme di Ottocaro II
- 1303 –  Dopo otto mesi d'assedio, le truppe del sultano di Delhi 'Ala' al-Din II conquistano il forte di Chittor.
- 1346 – Battaglia di Crécy
- 1444 – Le truppe confederate svizzere vengono battute dall'esercito francese del delfino Luigi nella battaglia della Birsa
- 1498 – Michelangelo Buonarroti riceve la commissione per la Pietà
- 1537 – Gli ottomani incominciano l'assedio di Corfù durante la terza guerra ottomano-veneziana
- 1542 – Francisco de Orellana conclude la completa navigazione del Rio delle Amazzoni.
- 1676 – Alvise Contarini viene eletto 106º Doge della Repubblica di Venezia
- 1741 – Papa Benedetto XIV pubblica la lettera enciclica Quamvis Paternae sulla dignità dei giudici e sull'amministrazione della giustizia
- 1789 – La Dichiarazione dei diritti dell'uomo e del cittadino viene approvata dall'Assemblea costituente a Versailles
- 1839 – L'Amistad viene catturata al largo di Long Island
- 1858 – Primo dispaccio di notizie tramite telegrafo
- 1883 – Eruzione del monte Krakatoa
- 1896 – Assalto degli insurrezionisti armeni alla sede centrale della Banca Ottomana di Istanbul
- 1914 – I tedeschi sconfiggono i russi nella battaglia di Tannenberg
- 1920 – Certificazione del XIX emendamento della Costituzione statunitense, emanato il 18 agosto, che concede alle donne il diritto di voto
- 1939 – Roosevelt invia un messaggio ad Hitler proponendogli di intavolare trattative dirette con la Polonia per giungere a un accordo su Danzica
- 1944
  - Liberazione di Parigi: Charles de Gaulle entra in città
  - Una squadraccia fascista compie un eccidio a Vignale, presso Novara
- 1957 – L'Unione Sovietica testa un ICBM
- 1972 – I Giochi della XX Olimpiade si aprono ufficialmente a Monaco di Baviera
- 1976 – Raymond Barre diventa primo ministro di Francia
- 1978
  - Il cardinale Albino Luciani viene eletto papa con il nome di Giovanni Paolo I
  - Sigmund Jähn diventa il primo astronauta tedesco a bordo della navetta Soyuz 31
- 1986 – Gas tossici emessi dal lago Nyos uccidono 1 700 persone in Camerun
- 1988 – Mehran Karimi Nasseri, il rifugiato politico iraniano che ha ispirato il film The Terminal, arriva all'Aeroporto Internazionale Charles de Gaulle di Parigi
- 1997 – Massacro di Beni-Ali in Algeria: rimangono uccise fra le 60 e le 100 persone
- 2003 – La commissione d'inchiesta appositamente istituita pubblica il suo rapporto finale sul Disastro dello Space Shuttle Columbia

## Nati
Ci sono circa 1 100 voci su persone nate il 26 agosto; vedi la pagina Nati il 26 agosto per un elenco descrittivo o la categoria Nati il 26 agosto per un indice alfabetico.

## Morti
Ci sono circa 440 voci su persone morte il 26 agosto; vedi la pagina Morti il 26 agosto per un elenco descrittivo o la categoria Morti il 26 agosto per un indice alfabetico.

## Feste e ricorrenze

### Civili
Internazionali:
- Giornata mondiale del cane[1]

Nazionali:
- Namibia – Festa nazionale

### Religiose
Cristianesimo:
- Madonna di Czestochowa
- Sant'Alessandro di Bergamo, martire
- Sant'Anastasio di Salona (il Lavandaio), martire
- Sant'Eleuterio di Auxerre, vescovo
- San Gianuario, vescovo
- San Guniforto, martire
- Santa Jeanne-Elisabeth Bichier des Ages, fondatrice dell'Ordine delle Figlie della Croce
- Santa Mariam Baouardy (Maria di Gesù Crocifisso), carmelitana
- San Massimiliano di Roma, martire
- San Melchisedec, re di Salem e sacerdote
- Sant'Oronzo di Lecce, vescovo e martire
- San Giusto di Corinto, maritre
- San Fortunato, vescovo
- San Rufino, vescovo di Capua
- San Secondo, martire
- Santi Simplicio, Costanzo e Vittoriano, martiri
- Santa Teresa Jornet e Ibars, fondatrice delle Piccole suore degli anziani abbandonati
- San Vittore di Cesarea, martire
- Beato Ambrogio da Benaguacil (Luis Valls Matamales), sacerdote e martire
- Beato Félix Vivet Trabal, religioso salesiano, martire
- Beato Giacomo Retouret, sacerdote carmelitano, martire
- Beato Giovanni da Caramola, religioso
- Beato Giovanni Urgel, mercedario
- Beata Leukadia Harasymiv, vergine e martire
- Beata Maria Corsini, sposa
- Beata Ángela Ginard Martí (Maria de los Angeles), vergine e martire
- Beato Giovanni Paolo I (Albino Luciani), papa
- Beato Pietro da Benisa (Alejandro Mas Ginestar), sacerdote e martire